# Силквуд, Карен
Карен Гей Силквуд (англ. Karen Gay Silkwood; 19 февраля 1946 — 13 ноября 1974) — американский химик-технолог и профсоюзный активист, известная тем, что подняла тревогу о корпоративной практике, связанной с охраной здоровья и безопасностью на ядерном объекте.
Она работала на предприятии по производству ядерного топлива Cimarron Fuel Fabrication Site, принадлежащем тогда энергетической компании Kerr-McGee, в Оклахоме. Работа Силквуд заключалась в изготовлении гранул плутония топливных стержней ядерных реакторов. Также она состояла в профсоюзе и была первой женщиной в его переговорной команде. После того, как она дала показания Комиссии по атомной энергии о своих опасениях, у нее было обнаружено загрязнение плутонием на теле и в доме. Во время поездки на встречу с журналистом New York Times и представителем национального офиса профсоюза она погибла в автокатастрофе при невыясненных обстоятельствах.
Её семья предъявила иск Kerr-McGee за загрязнение плутонием. Компания заключила внесудебное соглашение на сумму 1,38 миллиона долларов США, не признав своей ответственности. История Карен была изложена в фильме Майка Николса «Силквуд», номинированном на премию «Оскар» в 1983 году, в котором её сыграла Мерил Стрип.

## Семья
Карен Гей Силквуд родилась в городке Лонгвью штата Техас в семье Уильяма и Мерл Силквуд, росла в Недерленде. Училась в Ламарском университете в Бомонте. В 1965 году вышла замуж за Уильяма Медоуза, нефтепроводчика, от которого у неё было трое детей. После банкротства пары из-за чрезмерных трат Медоуза и отказа супруга прервать внебрачную связь Силквуд в 1972 году ушла от него и переехала в Оклахома-Сити, где какое-то время работала клерком в больнице.

## Профсоюзная деятельность
Будучи нанятой в Kerr-McGee Cimarron Fuel Fabrication Site близ Кресентав 1972 году, Силквуд вступила в местную организацию профсоюза рабочих нефтяной, химической и атомной промышленности и приняла участие в забастовке на заводе. После окончания забастовки она была избрана в переговорный комитет профсоюза (англ. union's bargaining committee), став первой женщиной, занявшей это место на предприятии. Ей было поручено расследовать вопросы охраны труда и техники безопасности. По её словам, она обнаружила многочисленные нарушения санитарных норм, включая воздействие на рабочих радиоактивных веществ, неисправное респираторное оборудование и неправильные условия хранения радиоактивных материалов.
Профсоюз рабочих нефтяной, химической и атомной промышленности заявил, что «завод Керр-Макги производил бракованные топливные стержни, подделывал отчёты контроля качества продукта и рисковал безопасностью сотрудников». Это грозило судебным разбирательством. Летом 1974 года Силквуд дала показания Комиссии по атомной энергии, утверждая, что стандарты безопасности были нарушены из-за ускорения производства. Она выступала вместе с другими членами профсоюза.
5 ноября 1974 года во время стандартного самостоятельного дозиметрического контроля Силквуд выявила, что содержание плутония у неё в организме превышает максимально допустимое в 400 раз. Она прошла санитарную обработку на заводе, и её отправили домой с набором для сбора образцов мочи и кала для дальнейшего анализа. Хотя плутоний был обнаружен на внутренних частях перчаток, которые она использовала, на них самих не было никаких дефектов. Это говорит о том, что загрязнение произошло не из перчаточного бокса, а из иного источника.
На следующее утро, когда она направлялась на встречу переговорного комитета, обследование Силквуд снова показало положительный результат на плутоний, хотя в то утро она занималась только канцелярской работой. Её подвергли более интенсивной процедуре очистки. 7 ноября, когда она вошла на территорию завода, было обнаружено, что она опасно загрязнена, даже из лёгких выходил заражённый воздух. В её доме также были обнаружены следы плутония на нескольких поверхностях, особенно в ванной и холодильнике. Когда позже дом был очищен и обеззаражен, часть её имущества пришлось уничтожить. Силквуд, её бойфренд Дрю Стивенс и соседка по комнате Дасти Эллис были отправлены в Лос-Аламосскую национальную лабораторию для всестороннего тестирования.
Возникли вопросы о том, как Силквуд стала загрязненной за этот трёхдневный период. Она рассказала, что загрязнение в ванной могло произойти, когда она пролила свой образец мочи утром 7 ноября. Это согласовывалось с данными о том, что у образцов, которые она взяла дома, были чрезвычайно высокие уровни загрязнения, в то время как образцы, взятые в «новых» банках на заводе и на Лос-Аламосе, показывали намного более низкое загрязнение.
Она утверждала, что была загрязнена на заводе. Руководство Kerr-McGee заявило, что Силквуд сама загрязнила себя, чтобы представить компанию в негативном свете. Согласно книге Ричарда Рашке The Killing of Karen Silkwood (1981/2000), безопасность на заводе была настолько слабой, что рабочие могли с лёгкостью выносить готовые гранулы плутония. Рашке писал, что растворимый тип плутония, обнаруженный в теле Силквуд, был получен из производственной зоны, к которой она не имела доступа в течение четырёх месяцев. Гранулы с тех пор начали хранить в хранилище.

## Смерть
По словам Силквуд, она собрала документацию, подтверждающую её утверждения, включая документы компании. Она решила обнародовать эти доказательства и связалась с Дэвидом Бернемом, репортёром New York Times, который заинтересовался её историей. 13 ноября 1974 года Силквуд покинула заседание профсоюза в кафе Hub в Кресенте. Другой участник встречи позже показал, что в кафе у Силквуд была с собой папка и пакет документов. Силквуд села в свою Honda Civic и направилась в одиночку в Оклахома-Сити, расположенный примерно в 30 милях (48 км), чтобы встретиться с Бернемом и Стивом Водкой (англ. Steve Wodka), представителем национального офиса профсоюза. Позже тем же вечером тело Силквуд было найдено в её автомобиле, который съехал с дороги и врезался в водопропускную трубу на восточной стороне SH-74, в 180 метрах к югу от пересечения с West Industrial Road (35°51′19″ с. ш. 97°35′06″ з. д.). В машине не было ни одного из документов, которые были у неё на профсоюзном собрании в кафе Hub. Её смерть объявили несчастным случаем. Патрульный, прибывший на место происшествия, вспоминал, что обнаружил в машине одну или две таблетки седативного препарата метаквалон (Quaalude), а также каннабис. В полицейском отчёте указано, что она заснула за рулём. Коронер обнаружил 0,35 миллиграмма метаквалона на 100 миллилитров крови в момент смерти — количество, почти вдвое превышающее рекомендуемую дозу для вызывания сонливости.
Некоторые журналисты высказали теории, что автомобиль Силквуд был протаранен сзади другим транспортным средством с намерением вызвать аварию, которая привела бы к её смерти. На дороге присутствовали тормозные следы от автомобиля, что указывало на её попытки вернуться на шоссе, будучи подталкиваемой сзади.
Следователи также отметили повреждение на задней части автомобиля Силквуда, которого, по словам друзей и родственников Силквуд, не было до аварии. Поскольку авария была исключительно лобовым столкновением, она не объясняет повреждение задней части её транспортного средства. Микроскопическое исследование задней части автомобиля Силквуд показало сколы краски, которые могли появиться только в результате удара сзади другим автомобилем. Семья Силквуд утверждала, что не знала о каких-либо авариях, в которых участвовала Карен, и что автомобиль Honda Civic 1974 года выпуска, которым она управляла, был новым при покупке, и на него не было подано ни одного страхового заявления.
Родственники Силквуд также подтвердили, что она взяла недостающие документы на собрание профсоюза и положила их на сиденье рядом с собой. По словам её семьи, незадолго до смерти она получила несколько телефонных звонков с угрозами. Предположения о преступлении так и не были подтверждены.
Из-за опасений относительно загрязнения Комиссия по атомной энергии и коронер штата запросили анализ органов Силквуд в рамках Лос-Аламосской программы анализа тканей. Большая часть радиации была в лёгких, было высказано предположение, что плутоний вдыхали. Когда её ткани были исследованы дальше, вторые самые высокие осадки были найдены в желудочно-кишечных органах.
Подозрения общественности привели к федеральному расследованию безопасности завода. Национальное общественное радио сообщило, что в ходе расследования было установлено, что на предприятии не хватает от 20 до 30 килограммов (44—66 фунтов) плутония.
Компания Kerr-McGee закрыла свои заводы по производству ядерного топлива в 1975 году. Министерство энергетики сообщило, что завод Cimarron обеззаражен и выведен из эксплуатации в 1994 году.

## Силквуд против Kerr-McGee
Отец Карен Силквуд Билл и её дети подали иск против компании Kerr-McGee за халатность по обращению к сотрудникам. Судебное разбирательство состоялось в 1979 году и продлилось десять месяцев, став самым долгим на тот момент в истории Оклахомы.
Присяжные вынесли вердикт о возмещении убытков в размере 505 000 долларов США и штрафных санкций в размере 10 000 000 долларов США. В результате апелляции в федеральном суде сумма вердикта была снижена до 5 000 долларов США — оценочной стоимости убытков Силквуд от потери имущества в арендованном ею доме — и отменено решение о штрафных санкциях. В 1984 году Верховный суд США восстановил первоначальный вердикт по делу. Хотя предполагалось, что компания Kerr-McGee подаст апелляцию по другим основаниям, она урегулировала дело во внесудебном порядке за 1,38 миллиона долларов США (3,75 миллиона долларов в расчёте на 2021 год), не признавая никакой ответственности.

## Отражение в культуре
Согласно книге Ричарда Рашке The Killing of Karen Silkwood (2000), должностным лицам, расследовавшим смерть Силквуда и деятельность компании Kerr-McGee, угрожали расправой. Один из следователей исчез при загадочных обстоятельствах. Одна из свидетельниц покончила с собой незадолго до того, как должна была дать показания против корпорации Kerr-McGee о предполагаемых событиях на заводе. Рашке писал, что за юристами семьи Силквуд следили, угрожали насилием и подвергали физическому насилию. Рашке предположил, что 20 кг (44 фунта) плутония, пропавшего с завода, были похищены «тайной подпольной организацией контрабандистов плутония», в которую были вовлечены многие правительственные учреждения, включая высшие правительственные и международные разведывательные службы, а именно ЦРУ, британская МИ-5, израильский Моссад и «теневая группа иранцев». В книге говорится, что Соединенные Штаты скрыли многие детали смерти Силквуд и якобы осуществили её убийство.
Фильм 1983 года «Силквуд» представляет собой рассказ о жизни Силквуд и событиях, вызванных ее активной деятельностью, основанный на оригинальном сценарии, написанном Норой Эфрон и Элис Арлен. Главную роль сыграла Мерил Стрип, получив номинации на премию «Оскар» и BAFTA. Шер сыграла лучшую подругу Карен, Дасти Эллис, — в фильме Долли Пелликер —и была номинирована на «Оскар» за лучшую женскую роль второго плана. Майк Николс был номинирован за лучшую режиссуру.
Одна из шести взаимосвязанных историй в романе и фильме «Облачный атлас» состоит в том, что журналистка Луиза Рей (в исполнении Хэлли Берри) расследует правонарушения на вымышленной атомной станции с помощью разоблачителя Айзека Сакса (которого играет Том Хэнкс). В мета-ссылке на жизнь и работу Карен Силквуд, Рей выживает в загадочной автокатастрофе, организованной с целью ее убийства, а Сакс погибает в результате взрыва бомбы на самолёте.